# Lijst van winnaars van een Vlaamse Musicalprijs

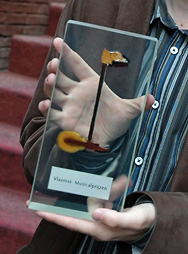
De Vlaamse Musicalprijs

Hieronder vind je een lijst van genomineerden en uiteindelijke winnaars (vetgedrukt) van een Vlaamse Musicalprijs. De lijst is opgedeeld per jaar en per categorie.

## 2004

### Beste musical
- Camille (Stihmul)
- Merrily We Roll Along (Musicalafdeling van het Koninklijk Ballet van Vlaanderen)
- Portret van een verloren lente (Musicalafdeling van het Koninklijk Ballet van Vlaanderen)

### Beste regie
- Paul Eenens (The Sound of Music)
- Frank Hoelen (Camille)
- Martin Michel (Merrily We Roll Along)

### Beste mannelijke hoofdrol
- Ara Halici (Charlie Kringas in Merrily We Roll Along)
- Jan Schepens (Franklin Shepard in Merrily We Roll Along)
- David Verbeeck (Portret van een verloren lente)

### Beste vrouwelijke hoofdrol
- Maike Boerdam (Maria in The Sound of Music)
- Chadia Cambie (Camille in Camille)
- Vera Mann (In de schaduw van Brel)

### Beste mannelijke bijrol
- Paul Codde (dr. Napoleon in Camille)
- Door Van Boeckel (Max Detweiler in The Sound of Music)
- Daan van den Durpel (moeder van Camille in Camille)

### Beste vrouwelijke bijrol
- Jeannine Geerts (barones Elsa Schraeder in The Sound of Music)
- Ann van den Broeck (Beth Spencer in Merrily We Roll Along)
- Britt Van Der Borght (Jeanne-Moon in De kleine zeemeermin)

### Aanstormend talent
- Goele De Raedt (Vrouwe Montecchi in Romeo en Julia, van Haat tot Liefde)
- Ara Halici (Charlie Kringas in Merrily We Roll Along)
- Peter Stassen (Prins Barend in De kleine zeemeermin)

### Beste tekst en muziek
- Harry Koning (componist-auteur van Camille)
- Alain Reubens (muzikale leiding van Merrily We Roll Along)
- Wim Verhoeven (componist van Portret van een verloren lente)

### Beste creatieve prestatie
- Dominique Borg (kostuums van Romeo & Julia, van Haat tot Liefde)
- Arno Bremers (kostuums van Merrily We Roll Along)
- Quidam Quidam / Harry De Neve (digitale scenografie van Portret van een verloren lente)

### Beste song
- Something (Camille)
- Het Lied van Miche (In de schaduw van Brel)
- Er bestaat geen dag (Merrily We Roll Along)

### Beste choreografie
- Brigitte Derks (Zo mooi, zo blond)
- Martin Michel (Merrily We Roll Along)
- Redha (Romeo en Julia, van Haat tot Liefde)

### Publieksprijs
- Romeo en Julia, van Liefde tot Haat

### Bijzondere verdienste
- Linda Lepomme

## 2005

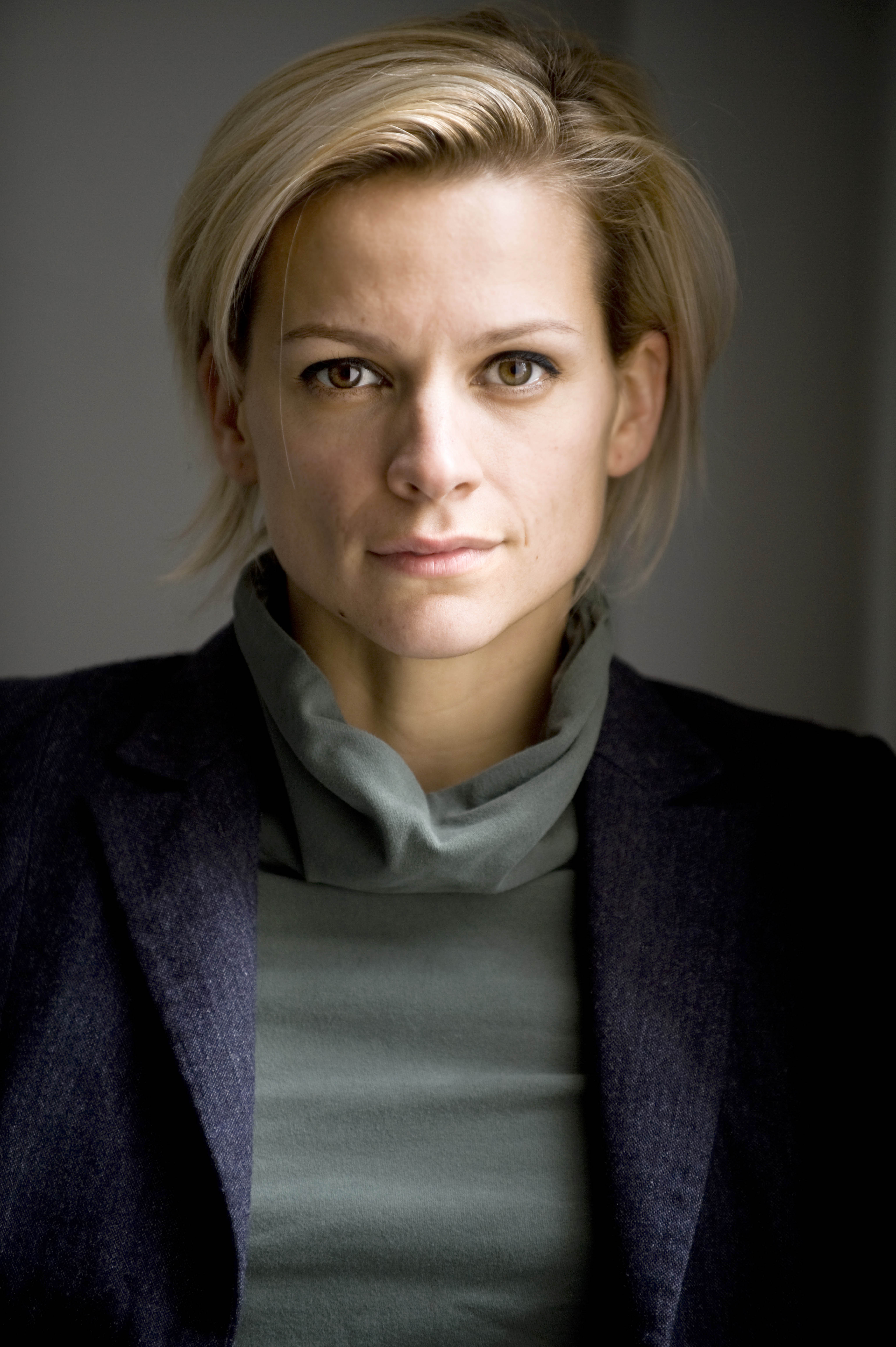
Veerle Baetens won in 2005 een Vlaamse Musicalprijs in de categorie "Aanstormend talent" voor haar hoofdrol in Pippi Langkous. Ze was datzelfde jaar ook genomineerd voor "Beste vrouwelijke hoofdrol", maar die prijs ging naar Vera Mann.

### Beste musical
- Bloedbroeders (Studio 100)
- Passion (Joop Van den Ende Theaterproducties)
- Pippi Langkous (Theater Familie BV)

### Beste regie
- Niek Kortekaas (Pippi Langkous)
- Jo Roets (Soepkinders)
- Koen van Dijck (Bloedbroeders)

### Beste mannelijke hoofdrol
- Davy Gilles (de prins in Sneeuwwitje)
- Jan Schepens (Mickey Johnstone in Bloedbroeders)
- Dimitri Verhoeven (Edward Lyons in Bloedbroeders)

### Beste vrouwelijke hoofdrol
- Veerle Baetens (Pippi Langkous in Pippi Langkous)
- Anne Mie Gils (mevrouw Johnstone in Bloedbroeders)
- Vera Mann (Fosca in Passion)

### Beste mannelijke bijrol
- Frank Hoelen (Sammy Johnstone en verteller in Bloedbroeders)
- Michele Tesoro (meneer Nilsson in Pippi Langkous)
- Koen Van Impe (Soepkinders)

### Beste vrouwelijke bijrol
- Myriam Bronzwaar (mevrouw Lyons in Bloedbroeders)
- Pia Douwes (Clara in Passion)
- Lieneke le Roux (moeder van Tommy en Annika in Pippi Langkous)

### Aanstormend talent
(O-Radio-prijs voor Beste aanstormend talent)
- Veerle Baetens (Pippi Langkous in Pippi Langkous)
- Rein Hofman (Tommy in Pippi Langkous)
- Sasha Rosen (Sneeuwwitje in Sneeuwwitje)

### Beste inhoudelijke prestatie
(De Morgen-prijs voor Beste inhoudelijke prestatie)
- Gerda Dendooven (scenario van Soepkinders)
- Ivo de Wijs (tekst van Pippi Langkous)
- Geert Hautekiet (tekst en muziek van Gotf!)

### Beste creatieve prestatie
- Marianne Burgers (vormgeving van Soepkinders)
- Niek Kortekaas (decor van Pippi Langkous)
- Harold Mertens (maskers, pruiken en make-up van Sneeuwwitje)

### Beste song
- Dit is maar een spel (van Willy Russel uit Bloedbroeders)
- Gelukkig zijn (van Stephen Sondheim uit Passion)
- Send in the Clowns (van Stephen Sondheim uit You're nobody)

### Publieksprijs
(Musicalsite Publieksprijs) 
- Pippi Langkous (Theater Familie BV)

### Bijzondere verdienste
- Peter De Smet

## 2006

### Beste Musical
- Dracula, de musical - Geert Allaert Theaterproductie
- Mamma Mia! - Stage Entertainment
- Pinokkio - Studio 100

### Beste Regie
- Frank Van Laecke - Dracula, de musical
- Frank Van Laecke - In 't Witte Paard
- Jasper Verheugd - Pinokkio

### Beste Vrouwelijke Hoofdrol
- Ann Van den Broeck - Adriana in Dracula, de musical
- Casey Francisco - Maria Magdalena in Jesus Christ Superstar
- Vera Mann - Donna in Mamma Mia!

### Beste Mannelijke Hoofdrol
- Chris Van den Durpel - Leopold in In 't Witte Paard
- Hans Peter Janssens - Dracula in Dracula, de musical
- Ivan Pecnik - Gepetto in Pinokkio

### Beste Vrouwelijke Bijrol
- Hilde Norga - Nina in Dracula, de musical
- Myriam Bronzwaar - Tanja in Mamma Mia!
- Sasha Rosen - Sophie in Mamma Mia!

### Beste Mannelijke Bijrol
- Door Van Boeckel - Nar in Dracula, de musical
- Frank Focketyn - Piccolo in In 't Witte Paard
- Mark Tijsmans - Harrie in Mamma Mia!

### STIHMUL-prijs voor Beste Aanstormend Talent
- Bruno Van Heystraeten - regie; onder meer Nonsens
- Lokke Dieltiens - Lisa in Mamma Mia!
- Steven Prengels - muzikale arrangementen voor Dracula, de musical

### Beste Inhoudelijke Prestatie
- Allard Blom - vertaling van Dracula, de musical
- Els De Schepper - hertaling van Mamma Mia!
- Sander Donker - scenario van Muis

### Beste Creatieve Prestatie
- Jaak Van de Velde - lichtontwerp van Dracula, de musical
- Martin Michel - choreografie van Dracula, de musical
- Werner Welslau & Marina Smolders - coaching kinderen in Pinokkio

### Beste Song
- Bij jou - Dracula, de musical
- De winnaar heeft de macht - Mamma Mia!
- Hoe moet ik van hem houden - Jesus Christ Superstar

### Princess publieksprijs
- Mamma Mia! - Stage Entertainment

### Bijzondere Verdienste
- Anne Mie Gils

## 2007

### Beste Musical
- HONK! - 3 and a Crowd Entertainment
- Kuifje: De Zonnetempel - Musical Dreams
- Sunjata - HETPALEIS

### Beste Regie
- Martin Michel - Grease
- Paul Van Ewijk - HONK!
- Frank Van Laecke - Kuifje: De Zonnetempel

### Beste Mannelijke Hoofdrol
- Jelle Cleymans - Kuifje in Kuifje: De Zonnetempel
- Dimitri Leue - Sunjata in Sunjata
- Aron Wade - Peter in Peter Pan

### Beste Vrouwelijke Hoofdrol
- Leah Thys - Marlene in Marlene
- Ann Van den Broeck - Edith in Edith en Simone
- Miranda van Kralingen - Bianca Castafiore in Kuifje: De Zonnetempel

### Beste Mannelijke Bijrol
- Steve De Schepper - Professor Zonnebloem in Kuifje: De Zonnetempel
- Peter Van De Velde - Lumière in Beauty and the Beast
- René van Kooten - Gaston in Beauty and the Beast

### Beste Vrouwelijke Bijrol
- Sabine Beens - Kuiken, Gracia, Stip, Hansje, Frogette in HONK!
- Cystine Carreon - Rizzo in Grease
- Goele De Raedt - Babette in Beauty and the Beast

### STIHMUL-prijs voor Beste Aanstormend Talent
- Steve Beirnaert - Lefou in Beauty and the Beast
- Tatyana Beloy - Kim in Jungleboek
- Jelle Cleymans - Kuifje in Kuifje: De Zonnetempel

### Beste Ensemble
- Beauty and the Beast
- Grease
- Kuifje: De Zonnetempel

### Beste Inhoudelijke Prestatie
- Allard Blom - vertaling en bewerking van HONK!
- Pieter Embrechts - tekst en muziek van Sunjata
- Pieter van den Waterbeemd - script van Doe Maar!

### Beste Creatieve Prestatie
- Paul Gallis - decor van Kuifje: De Zonnetempel
- Martin Michel - choreografie van Grease
- Stef Stessel & Frank Hardy - decor en licht van Sunjata

### Radio 2 Publieksprijs
- Beauty and the Beast - Stage Entertainment

### Bijzondere Verdienste
- Studio 100

## 2008

### Beste Musical
- Fame - Music Hall/V&V Entertainment
- Grease - Music Hall/V&V Entertainment
- The Last Five Years - Judas Theaterproducties

### Beste Regie
- Marcus Azzini - Hair
- Martin Michel - Fame
- Paul van Ewijk - De Fabeltjeskrant

### Beste Mannelijke Hoofdrol
- Guillaume Devos - Nick Piazza in Fame
- Davy Gilles - Danny in Grease
- Jan Schepens - Nathan in The Last Five Years

### Beste Vrouwelijke Hoofdrol
- Cystine Carreon - Carmen Diaz in Fame
- Sasha Rosen - Sandy in Grease
- Ann Van den Broeck - Sanne in The Last Five Years

### Beste Mannelijke Bijrol
- Koen Crucke - Koning Maximiliaan in Assepoester
- Boris Schreurs - Tyrone Jackson in Fame
- Dieter Verhaegen - Eugene in Grease

### Beste Vrouwelijke Bijrol
- Myriam Bronzwaar - Miss Lynch in Grease
- Anne Mie Gils - Miss Sherman in Fame
- Loeki Knol - Goede Fee in Assepoester

### Beste Ensemble
- De Fabeltjeskrant
- Fame
- Grease

### Beste Inhoudelijke Prestatie
- Allard Blom - vertaling van The Last Five Years
- Jason Robert Brown - muziek en liedteksten van The Last Five Years
- Pol Vanfleteren - arrangementen van The Last Five Years

### Beste Creatieve Prestatie
- Karen Beens - poppen van De Fabeltjeskrant
- Martin Michel - choreografie van Fame
- Maya Schröder - kostuums van Assepoester

### Radio 2 Publieksprijs
- Grease

### Bijzondere Verdienste
- Hans Peter Janssens

### ATV-Prijs voor Bijzondere Prestatie
- Wim Van Den Driessche

## 2009

### Beste Musical
- Ciske De Rat (Joop van den Ende Theaterproducties)
- Daens (Studio 100)
- Sunset Boulevard (Joop van den Ende Theaterproducties)

### Beste Regie
- Paul Eenens (Ciske De Rat)
- Paul Eenens (Sunset Boulevard)
- Frank Van Laecke (Daens)

### Beste Mannelijke Hoofdrol
- Antonie Kamerling (Sunset Boulevard)
- William Spaaij (Footloose)
- Lucas Van den Eynde (Daens)

### Beste Vrouwelijke Hoofdrol
- Simone Kleinsma (Sunset Boulevard)
- Free Souffriau (Daens)
- Daisy Thys (Annie)

### Beste Mannelijke Bijrol
- Jelle Cleymans (Daens)
- Jo De Meyere (Daens)
- David Verbeeck (Daens)

### Beste Vrouwelijke Bijrol
- Maike Boerdam (Sunset Boulevard)
- Wanda Joosten (Suske en Wiske De Circusbaron)
- Anne Mie Gils (Elisabeth)

### Beste Ensemble
- Daens
- Elisabeth
- Footloose

### Beste Aanstormend Talent
- Timo Descamps (Kruistocht in Spijkerbroek)
- Liesbeth De Wolf (Suske en Wiske De Circusbaron)
- Sara Gracia Santacreu (Evita)

### Beste Inhoudelijke Prestatie
- Allard Blom & Frank Van Laecke (script Daens)
- Dirk Brossé (muziek Daens)
- Daniel Cohen (vertaling Sunset Boulevard)

### Beste Creatieve Prestatie
- Dirk Decaluwé (muzikale leiding Daens)
- Piet De Koninck (scenografie Daens)
- Yves Vervloet (decor Daens)

### Radio 2Publieksprijs
- Daens

## 2010

### Beste Musical
- Ganesha (Judas Theaterproductions)
- Je Anne (Judas Theaterproductions)
- The Sound of Music (V&V Entertainment)

### Beste Regie
- John Yost (The Sound of Music)
- Martin Michel (Ganesha)
- Stany Crets (Pippi Zet de Boel op Stelten)

### Beste Mannelijke Hoofdrol
- Koen Van Impe (Pippi Zet de Boel op Stelten)
- Peter Van De Velde (The Sound of Music)
- Sébastien De Smet (Ganesha)

### Beste Vrouwelijke Hoofdrol
- Anne Mie Gils (Ganesha)
- Deborah De Ridder (The Sound of Music)
- Karin Jacobs (Ganesha)

### Beste Mannelijke Bijrol
- Tim Driesen (Notre Dame de Paris)
- Timo Descamps (Ganesha)
- Wim Van Den Driessche (Notre Dame de Paris)

### Beste Vrouwelijke Bijrol
- An Lauwereins (The Sound of Music)
- Kirsten Cools (The Sound of Music)
- Liliane Dorekens (Je Anne)

### Beste Inhoudelijke Prestatie
- Allard Blom (Ganesha)
- Rhody Matthijs (Ganesha)
- Fabio Van Hoorebeke (Pluk van de Petteflet)

### Beste Creatieve Prestatie
- Arno Bremers (Pippi Zet de Boel op Stelten)
- Harry De Neve (Ganesha)
- Martin Muller (Notre Dame de Paris)

### Radio 2Publieksprijs
- The Sound of Music (V&V entertainment)

### Beste Amateurproductie
- Bohemian Productions - Rent (Sint-Niklaas)
- Mithe - I Love You, You're Perfect (Leuven)
- Tros - Fame (Overijsse)

## 2011

### Beste Musical
- Oliver! (Musical Van Vlaanderen)
- Spamalot (Musical Van Vlaanderen)
- Toon (V&V Entertainment)

### Beste Regie
- Stany Crets (Spamalot)
- Frank Van Laecke (Oliver!)
- Ruut Weissman (Toon)

### Beste Mannelijke Hoofdrol
- Alex Klaassen (Toon – Toon)
- Peter Van Den Begin (Fagin – Oliver)
- Koen Van Impe (Koning Arthur – Spamalot)

### Beste Vrouwelijke Hoofdrol
- Deborah De Ridder (Tell Me On a Sunday)
- Hilde Norga (Nancy – Oliver!)
- Ann Van Den Broeck (Dame van het Meer – Spamalot)

### Beste Mannelijke Bijrol
- Nordin De Moor (Patsy – Spamalot)
- Sebastien De Smet (Professor – Dans der Vampieren)
- Jan Alberse (Fluitjesman, Michael - Toon)

### Beste Vrouwelijke Bijrol
- Goele Deraedt (Magda – Dans der Vampieren)
- Wanda Joosten (Mrs Sowerberry – Oliver!)
- An Lauwereins (Widow Corney – Oliver!)

### Aanstormend Talent
- Jonathan De Moor (Sprookjesboom de Musical)
- De Dodgers (Oliver)
- Jonas Van Geel (Spamalot)

### Beste Ensemble
- Dans der Vampieren
- Oliver!
- Spamalot

### Beste Inhoudelijke Prestatie
- Stany Crets (Vertaling en Bewerking – Spamalot)
- Rory Six (Muziek en Libretto – Een Leven Zonder Jou)
- Pieter van de Waterbeemd (Script – Toon)

### Beste Creatieve Prestatie
- Marnik Baert (Kostuums - Oliver!)
- Piet De Koninck en Stefaan Haudenhuyse (3D Decorontwerp – Alice in Wonderland)
- Kentaur Laszlo Erkel (Decor en Kostuums – Dans der Vampieren)

### Radio 2Publieksprijs
- Oliver! (Musical van Vlaanderen)

### Beste Amateurproductie
- Company (Musicalcompagnie Mithe – Leuven)
- Boek Zonder Verhaal (MuzArt – Beveren)
- Anna, de Musical (Kamer 58 – Gent)

## 2012

### Beste musical
- Fiddler on the Roof (Musical van Vlaanderen)
- Lelies (Judas Theaterproducties)
- Ramses (Albert Verlinde Entertainment)

### Beste regie
- Peter de Baan (Ramses)
- Martin Michel (Lelies)
- Brigitte Odett (Marguerite S.)

### Beste vrouwelijke hoofdrol
- Deborah De Ridder (Domino in Domino, de musical)
- Marilou Mermans (Marguerite in Marguerite S.)
- Marjolein Teepen (Scaramouche in We Will Rock You)

### Beste mannelijke hoofdrol
- Tim Driesen (Galileo in We Will Rock You)
- Hans Hoes en Tom Jansen (Ramses Shaffy in Ramses)
- Lucas Van den Eynde (Tevje in Fiddler on the Roof)

### Beste vrouwelijke bijrol
- Maaike Cafmeyer (Anne in Domino, de musical)
- Anne Mie Gils (Linda in Domino, de musical)
- Amaryllis Uitterlinden (Augustine in Marguerite S.)

### Beste mannelijke bijrol
- Leendert De Vis (de jonge Jean Bilodeau in Lelies)
- Ara Halici (Barones de Tilly in Lelies)
- Jan Van Looveren (Franz Liebkind in De Producers)

### Aanstormend talent
- Marjan De Gendt (Lotje in Lotje)
- Alexander Metselaar (Sam in Domino, de musical)
- Matthew Michel (Vallier de Tilly in Lelies)

### Beste ensemble
- De Producers
- Fiddler on the Roof
- We Will Rock You

### Beste inhoudelijke prestatie
- Griet De Wolf (script en liedteksten van Marguerite S.)
- Dick van den Heuvel (script van Ramses)
- Sam Verhoeven (partituur van Lelies)

### Beste creatieve prestatie
- Erik van der Palen (decorontwerp van Domino, de musical)
- Harry De Neve (digitale scenografie van Marguerite S.)
- Ruth Boute (decorontwerp van Lotje)

### Beste amateurproductie
- Passing Strange (Bohemian Productions uit Sint-Niklaas)
- Peter Pan (KotéKoer uit Brugge)
- Scrooge (TeWeKa uit Melsbroek)

### Radio 2 Publieksprijs
- Domino, de musical
- Lelies
- Lotje